# Parní kompresor
Parní kompresor je speciální druh pístového kompresoru, používaný převážně na parních lokomotivách. Parní kompresor obstarával stlačený vzduch pro průběžnou vlakovou brzdu.

## Důvody vývoje
Důvodem vývoje zavedení parních kompresorů bylo zajištění tlakového vzduchu pro brzdění celého vlaku. První vlaky neměly průběžnou brzdu. Byly brzděny přímočinnou brzdou na lokomotivě a ručními brzdami s obsluhou na vagónech. Toto řešení nebylo schopno zajistit jednoduché, bezpečné a zároveň levné brzdění celého vlaku, proto byly prováděny pokusy s průběžnými brzdami. Pára (kterou v dostatečném množství vyráběla lokomotiva, a která se užívá i k pohonu jejích mechanismů včetně brzd) se ukázala jako médium pro brzdění celého vlaku nevhodná (v dlouhých vedeních kondenzuje). Proto se vyvinuly nejprve vakuové a později účinnější přetlakové systémy brzd. A pro ně bylo třeba mít i vhodný kompresor.

## Konstrukce
Parních kompresorů existovala řada typů, ale nakonec se nejvíce rozšířily pístové kompresory s jedno- nebo dvoustupňovou expanzí páry a jedno- nebo dvoustupňovým stlačováním vzduchu. Písty parního stroje i kompresoru jsou umístěny na společné pístní tyči a oba pracují dvojčinně (obě strany pístů jsou pracovní). Parní stroj pracuje v plnotlakém režimu (pára je přiváděna po celou dobu pohybu pístu). Rozvod páry je řešen malými pomocnými pístky, které pracují jako šoupátka a v krajních polohách hlavního pístu přepínají rozvod páry. V kompresoru nejsou žádné otočné díly. Dvoustupňové kompresory někdy měly oba stupně řešeny samostatnými pístními tyčemi.
Na kompresor býval zpravidla montován samostatný mazací lis, který zajišťoval přívod válcového oleje do pracovních prostorů stroje. Tento lis byl poháněn pohybem pístní tyče.